# Morsiglia
Morsiglia est une commune française située dans la circonscription départementale de la Haute-Corse et le territoire de la collectivité de Corse. Elle appartient à l'ancienne piève de Rogliano, dans le Cap Corse.

## Géographie

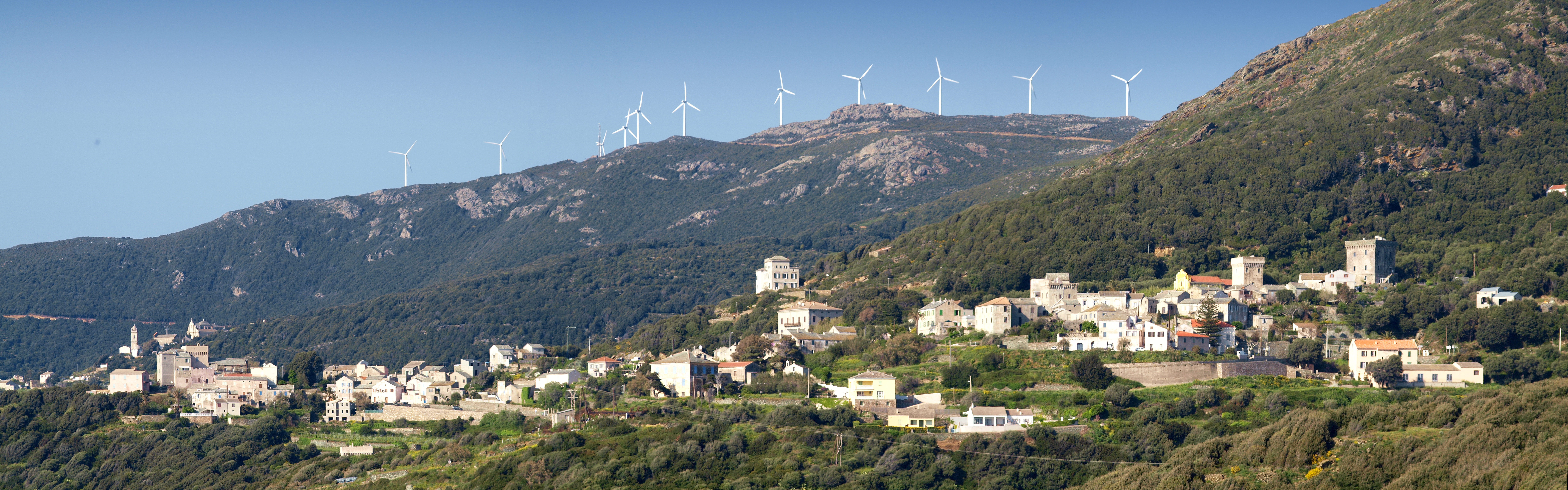
Vue d'une partie de la commune de Morsiglia.

### Localisation
Morsiglia est une commune au nord-ouest du Cap Corse, dans le canton de Capobianco, l'une des dix-huit communes regroupées dans la communauté de communes du Cap Corse.
Elle est située sur la côte occidentale du Cap, au sud de Centuri et au nord de Pino.
| Mer Méditerranée | Centuri    | Rogliano |
| Mer Méditerranée | Morsiglia  | Meria    |
| Pino             | Pino, Luri | Luri     |

### Géologie et relief

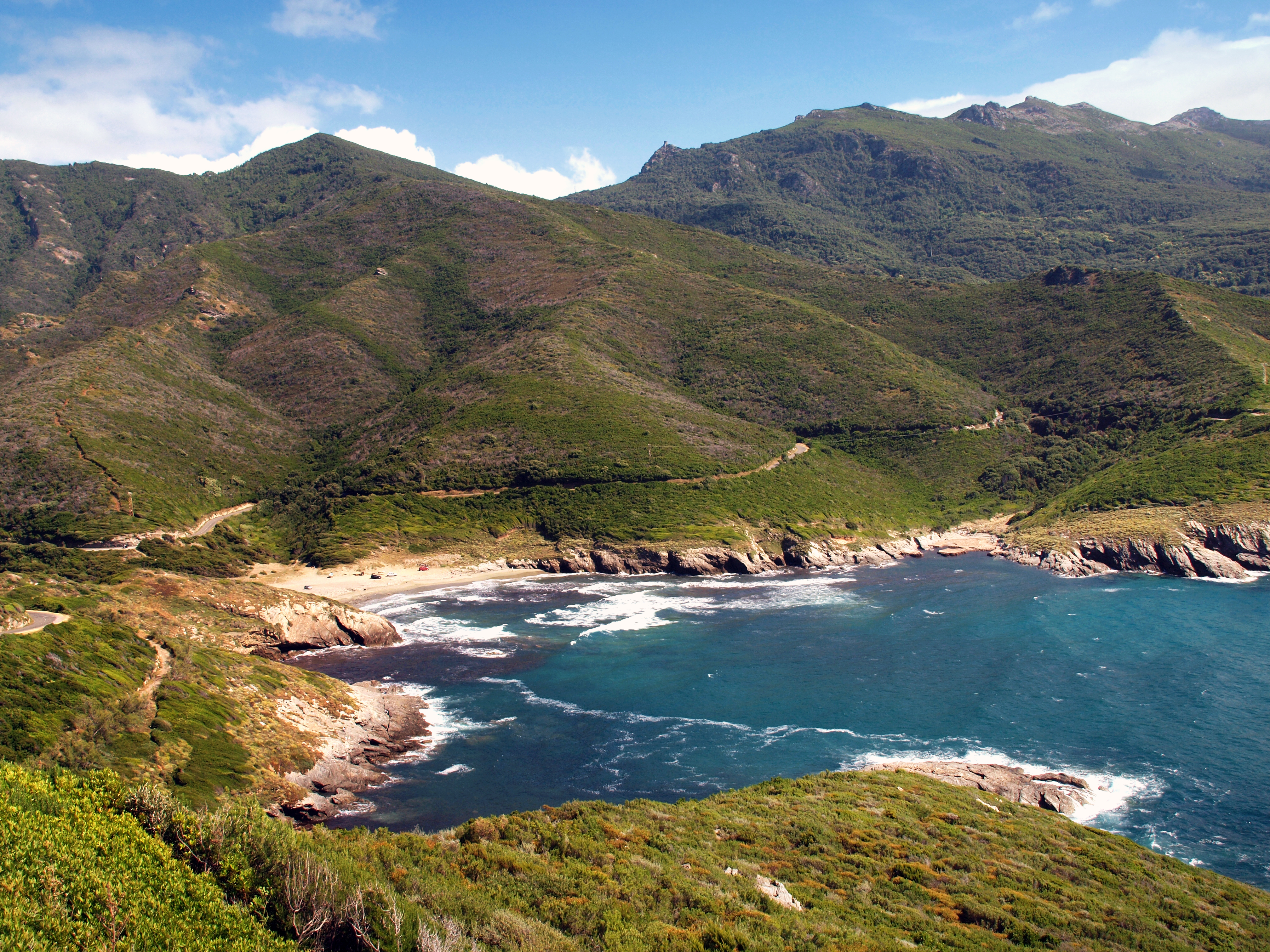
Le Golfu Alisu.

Le Cap Corse est un bloc de schistes lustrés édifiés au tertiaire lors de la surrection des Alpes sur un socle hercynien. Les ophiolites, roches très résistantes qui donnent des reliefs aigus et abrupts, sont à Morsiglia composées essentiellement de roches volcaniques, laves basiques en milieu océanique au secondaire nommées Pillow lavas, souvent déformés et transformés par le métamorphisme alpin en prasinites (de teinte verte par la présence d'épidotes) ou en glaucophanites (de teinte bleue).
Les limites de son territoire sont définies par une ligne partant au nord depuis la petite plage de galets incluant la marine de Mute et où se trouve l'embouchure du petit fiume Guadi, longeant la rive droite du cours d'eau presque jusqu'à sa source sur le flanc méridional de la Pointe de Colombara (380 m - Centuri), rasant le sommet de la dite pointe (513 m), se poursuivant par Bocca di Lumaca, col à 471 m d'altitude, et le Col Sainte-Catherine (508 m), une ligne de crête allant jusqu'à Punta di Razzeta (452 m) qui marque l'extrémité orientale de la commune, redescendant par Punta di Fornellu (554 m), Punta di Gualfidone (606 m - Meria), Punta di a Filetta Suprana (590 m), Monte Popolu (496 m) qui marque l'extrémité méridionale de la commune, enfin repartant vers la côte au Sud du golfe d'Alisu par Punta Pastricciola (305 m) et Punta d'Alisgia (155 m).
La façade maritime est comprise entre le nord de Mute sa marine, et le sud du golfu Alisu. Elle comporte quatre embouchures, celui du fiume Guadi cité précédemment, et ceux des fiume di Tuffo, fiume Giuncula et fiume d'Alisu. Elle présente une pointe remarquable, Capu Corcoli au nord du golfe d'Alisu (ou anse d'Aliso). Hormis la plage de Mute et la plage de l'Alisu, toute la côte est déchiquetée, inhospitalière.
Le territoire est cloisonné, formé de quatre bassins fluviaux dont un seul est ouvert sur la côte orientale du Cap, celui du ruisseau de Giunchetto qui prend sur Meria le nom de ruisseau de Meria. Le plus important est celui du fiume d'Alisu où se réunissent les eaux de plusieurs vallons qui sont autant de cirques sauvages : Gattaia, Piubese, Mandrione, Bottifangu et Carpinetu.

### Hydrographie
Le territoire communal est formé de nombreux petits vallons dans lesquels s'écoulent autant de petits ruisseaux. Ils sont, du nord au sud, le fiume Guadi, long de 3,6 km, le ruisseau de Santuariu, long de 3,6 km (autre nom : fiume di Tuffo), le fiume di Giuncula qui arrose Mucchieta, le fiume d'Alisu ou ruisseau de Carpinetu qui reçoit les eaux des ruisseaux de Gattaia, et du ruisseau de Bottifangu, et le fiume di l'Algaju. Le ruisseau de Meria qui prend naissance sur Pino sous le nom de ruisseau de Giunchetto, est tributaire de la mer Tyrrhénienne.

### Climat

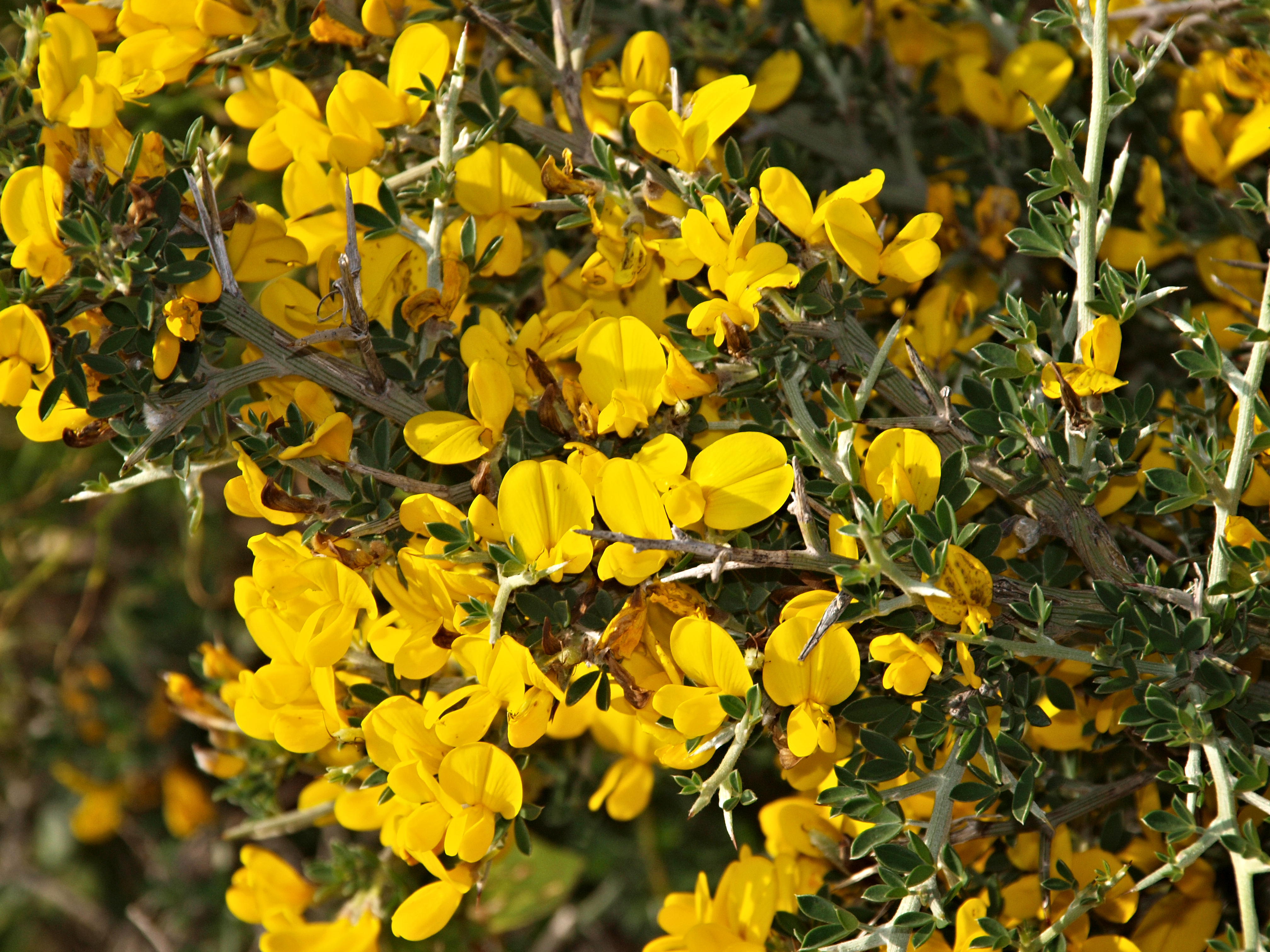
Arbuste genêt de corse.

Du fait de sa situation au nord du Cap Corse, la commune est soumise au libeccio vent dominant sec et fort d'ouest, assez fréquent et souvent mêlé au ponant (punente), à la tramuntana hivernale, saine, soufflant du nord et aux traînes de mistral (provinza ou maistrale) venant du nord-ouest, sec et violent l'été, humide et froid l'hiver. Morsiglia est en grande partie protégée du gricale ou crecale, vent humide du nord-est, et du levante humide et malsain d'est. Les écarts thermiques y sont modérés. Comme dans l'ensemble du Cap Corse, l'hiver est plus chaud et l'été plus tempéré que partout ailleurs du littoral de l'île, sous l'effet de la mer qui réchauffe les températures. En hiver il ne gèle presque jamais au bord de mer. Les étés sont en général secs. En raison de ces facteurs, le territoire présente ainsi dès l'été, de grands risques d'incendie et fait l'objet d'une surveillance accrue de tous les services de lutte contre les incendies.
On distingue trois étages dans la couverture végétale de la commune. Sur le bord de mer, c'est un maquis ras, fait d'épineux notamment de genêts de Corse (genista corsica), de cistes et de lentisques, sculpté par les vents. Au-dessus, le sol est couvert d'un manteau de chênes verts, d'arbousiers et des bruyères. Enfin, sur les hauteurs, là où ont sévi de nombreux incendies, on retrouve le maquis traditionnel, plus clairsemé vers les crêtes.
Le climat est propice à certaines cultures comme la vigne, le cédrat ou encore l'orge. Leurs cultures au XIXe siècle avaient fait la prospérité du Cap corse. Des ruines de moulins à vent et à eau sont encore visibles, tout comme la présence de nombreuses et étroites terrasses autrefois cultivées sur lesquelles aujourd'hui, le maquis a très souvent repris ses droits. Certaines d'entre elles sont toujours cultivées en vigne, produisant un muscat renommé.

### Voies de communication et transportsrocheuses

#### Accès routiers
La commune de Morsiglia est desservie par la route D 80 qui fait le tour du Cap Corse et qui passe à Centuri au nord et à Pino au sud. La D 35, l'une des deux routes départementales traversant latéralement le Cap et qui relie les littoraux occidental et oriental, permet de se rendre de Morsiglia à la marine de Meria. Baragogna se trouve à la jonction de la D 80 avec la D 35 qui franchit la dorsale du Cap en passant par Bocca di Campu Merlinu, col à 386 m, puis longe le ruisseau de Méria sur tout son parcours jusqu'à la côte.
Au début du XXe siècle, l'autocar régional mettait quatre heures pour relier Bastia à Mucchieta via Macinaggio (Rogliano). Au sud de Mucchieta, la sinueuse D 80 épouse la côte, en contournant la Cima di Ficaria (201 m) à flanc de montagne, longeant à plus de 100 m d'altitude des falaises rocheuses tombant à pic dans la mer.

#### Transports
Morsiglia  est distant, par route, de :
- 66 km de l'Aéroport de Bastia Poretta, l'aéroport le plus proche ;
- 20 km du port de commerce de Bastia, le port le plus proche ;
- 45 km de la gare la plus proche, qui est la gare de Bastia.

## Toponymie
Morsiglia est un nom d'origine grecque de deux mots qui sont mὸros, soit imposé par le destin, et sàlos, soit mouillage.

## Urbanisme

### Typologie
Au 1er janvier 2024, Morsiglia est catégorisée commune rurale à habitat très dispersé, selon la nouvelle grille communale de densité à sept niveaux définie par l'Insee en 2022.
Elle est située hors unité urbaine et hors attraction des villes,.
La commune, bordée par la mer Méditerranée, est également une commune littorale au sens de la loi du 3 janvier 1986, dite loi littoral. Des dispositions spécifiques d’urbanisme s’y appliquent dès lors afin de préserver les espaces naturels, les sites, les paysages et l’équilibre écologique du littoral, tel le principe d'inconstructibilité, en dehors des espaces urbanisés, sur la bande littorale des 100 mètres, ou plus si le plan local d’urbanisme le prévoit.

### Occupation des sols
L'occupation des sols de la commune, telle qu'elle ressort de la base de données européenne d’occupation biophysique des sols Corine Land Cover (CLC), est marquée par l'importance des forêts et milieux semi-naturels (94,9 % en 2018), une proportion sensiblement équivalente à celle de 1990 (96,4 %). La répartition détaillée en 2018 est la suivante : 
milieux à végétation arbustive et/ou herbacée (76,6 %), forêts (15,2 %), zones urbanisées (3,3 %), espaces ouverts, sans ou avec peu de végétation (3,1 %), eaux maritimes (1,8 %). L'évolution de l’occupation des sols de la commune et de ses infrastructures peut être observée sur les différentes représentations cartographiques du territoire : la carte de Cassini (XVIIIe siècle), la carte d'état-major (1820-1866) et les cartes ou photos aériennes de l'IGN pour la période actuelle (1950 à aujourd'hui).

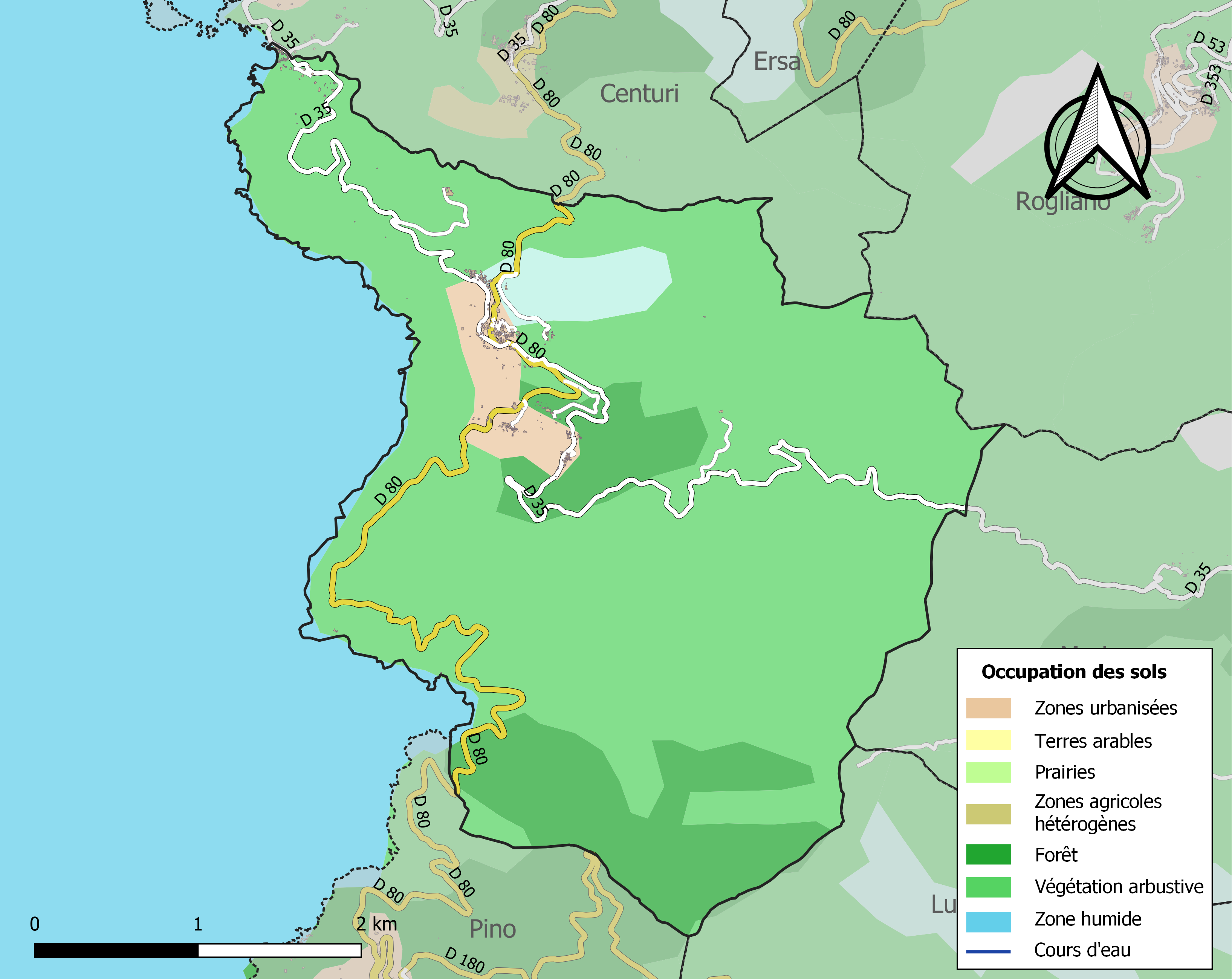
Carte des infrastructures et de l'occupation des sols de la commune en 2018 (CLC).

### Marine de Mute
Située au nord de la commune. Les Mutes situées à l'embouchure du fiume Guadi, autour d'une plage de galets, sont parfois nommées Marina di Morsiglia. Elles disposaient  à la fin du XVIIIe siècle, de plus de 40 magazzini (entrepôts) et de 20 petits bateaux. Les derniers bateaux, ceux de pêche, ont disparu en 1946. Mute abrite la chapelle San Sebastianu. Au sud-est de la marine, est situé un des rares campings du nord du Cap Corse exploité en saison. À 1 100 m des Mutes se trouve la petite source minérale de Racamo, ferrugineuse et tiède.

### Stanti

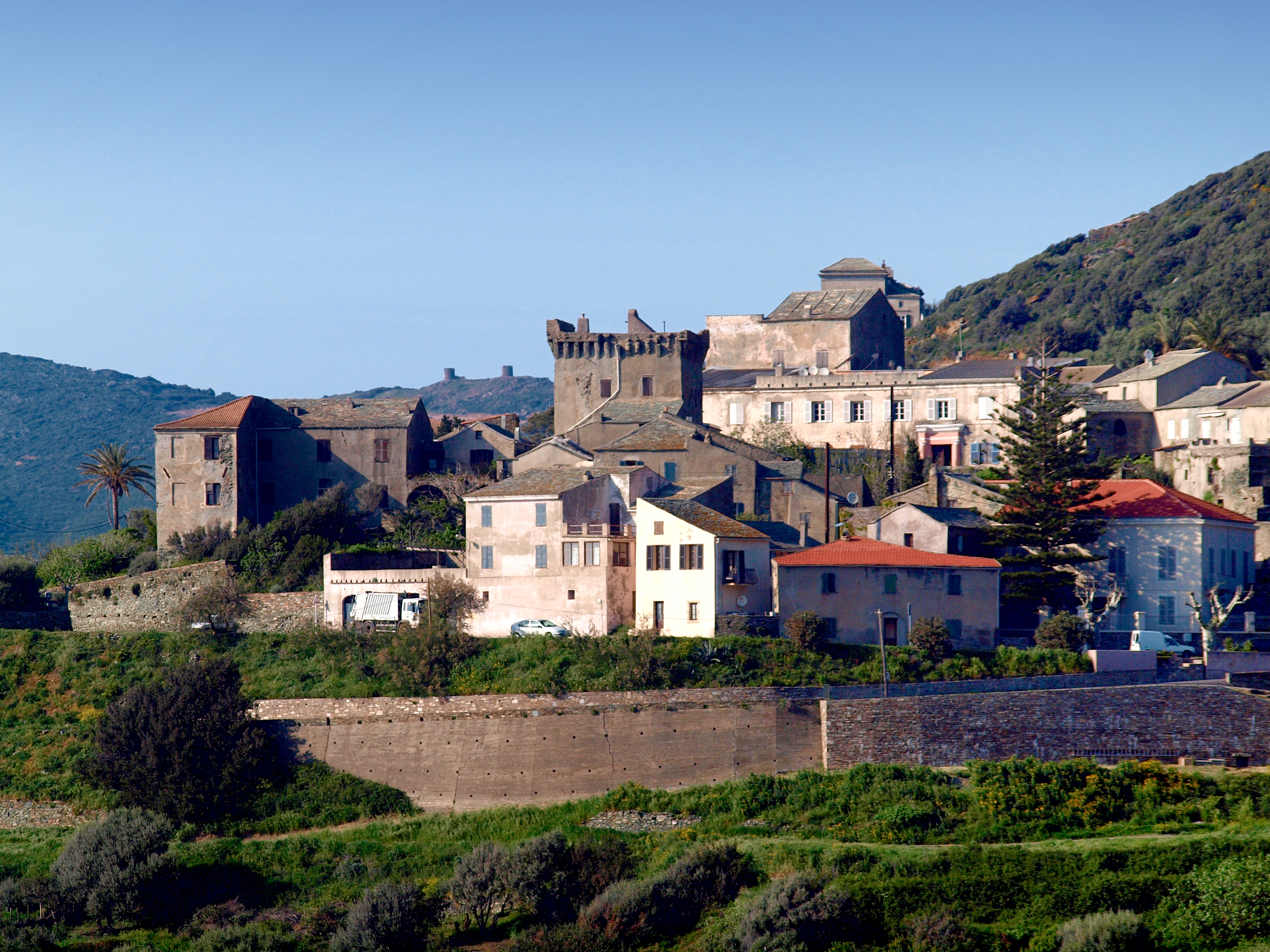
Vue du hameau de Pecorile.

Stanti est un petit village moyenâgeux, bâti sur un promontoire. Stanti vient du grec istànai qui veut dire "dressé". S'y trouvent la chapelle San Roccu ainsi qu'une tour carrée du XIIIe siècle, haute de 17 m, a été incendiée au XVIe siècle par les Sarrasins.
Au sud de Stanti, se dresse la tour carrée de Gaspari, du XVIe siècle, également haute de  17 m. À 30 m au sud de la tour on distingue encore les ruines de l'antique village d'Acamorsiglia fondé il y a 25 siècles par les Phocéens, abandonné vers 1905 et nommé Camorsiglia de nos jours.

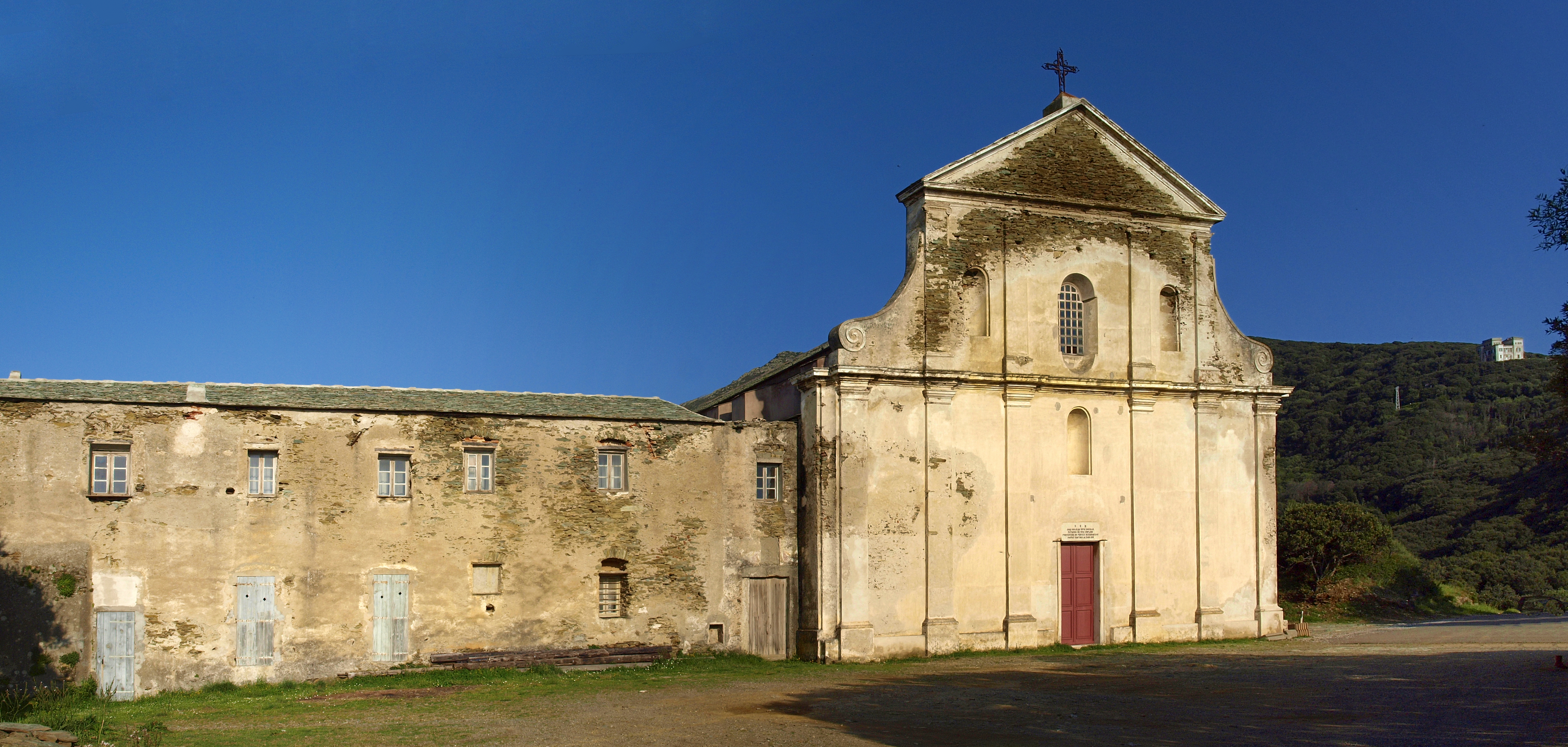
Couvent Cunventu di l'Annunziata.

Au nord, entre Mute et Stanti, isolé dans une clairière au milieu d'une yeuseraie, située au bout d'une petite route en cul-de-sac, se trouve l'ancien couvent dédié à l'Annunziata. Ce couvent fondé en 1479 dans le style roman, était occupé par des Servites de Marie, ensuite par des Capucins. Il a été pillé en 1563 par Mammi Pacha dit Mammi Corsu, renégat originaire de Pino. Le couvent et son église protégée sont inscrits aux Monuments historiques.

### Hameau de Baragogna
Baragogna est le hameau situé à l'ouest du gros village de Pecorile. Il recèle la chapelle l'Annunziata ainsi que la chapelle Saint-Philippe-et-Saint-Jacques à l'ouest du hameau.
Au sud du hameau, un chemin conduit au hameau de Posacce. Il permet de se rendre aux ruines d'une chapelle San Bartolomeu ainsi qu'à la station de pompage d'Arrivo, du latin rivus et du grec réô qui signifient "sans ruisseau".

### Hameau de Pecorile

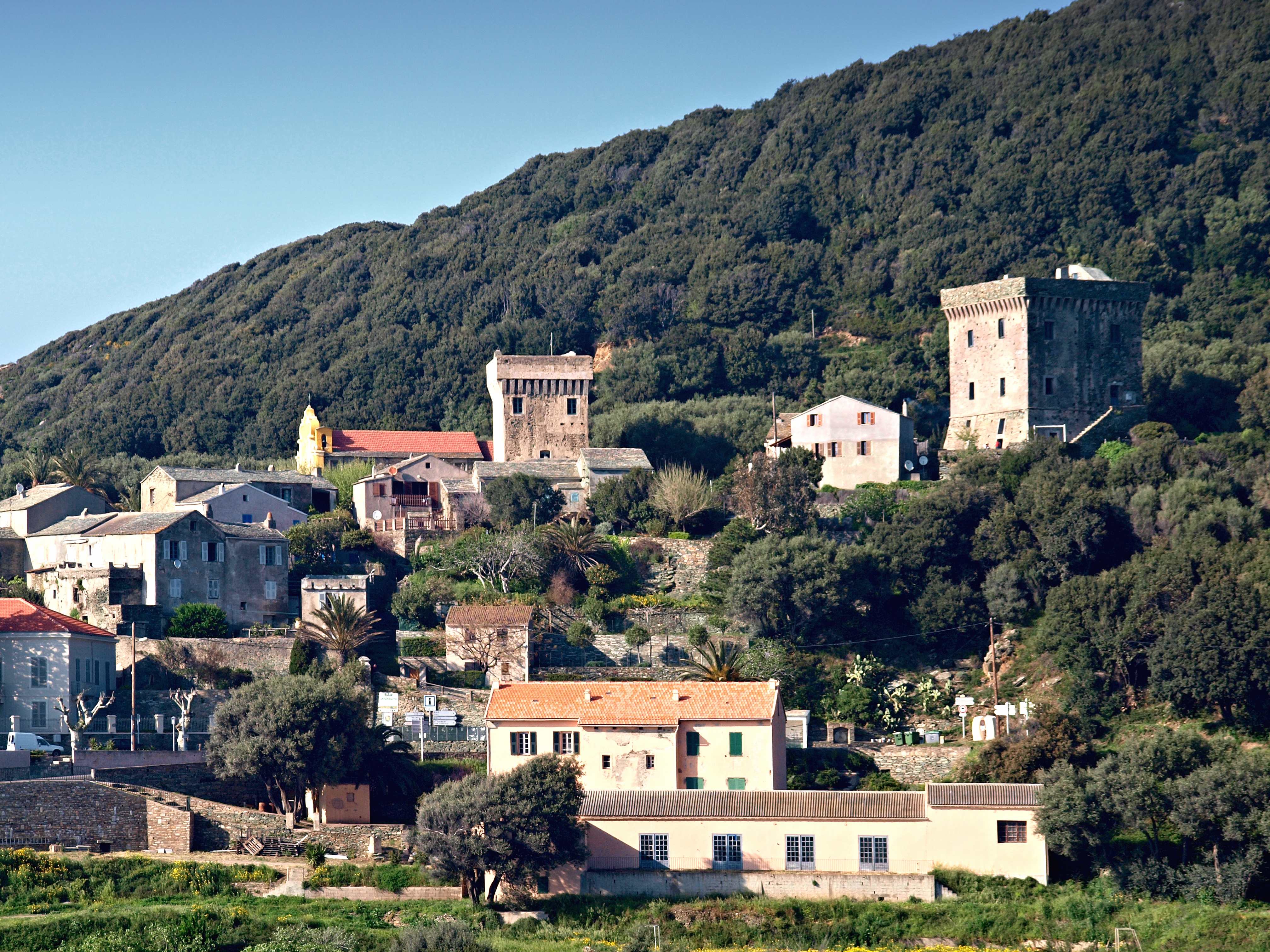
Vue du hameau de Pecorile.

Remarquable avec ses 4 tours carrées dont l'une a été transformée. La plus esthétique est celle située en haut du village, au lieu-dit Pianasca. Elle fait 16 mètres de hauteur et ses murs décorés par des trous de boulin, ont servi à maintenir l'échafaudage pour sa construction. Pecorile possède également une chapelle San Roccu, du XVIIe siècle.

### Mucchieta
Mucchieta est un village situé à un kilomètre au sud de Pecorile. Il renferme un oratoire San Giuvanni ainsi qu'une tour. Le bas du village est traversé par la route D80. Plus au sud, cette route contourne la Cima di Ficaria, à 201 m d'altitude, à flanc de montagne, longeant des falaises tombant à pic dans la Méditerranée.

### Hameau de Posacce
Voisin de Casanova, un autre hameau beaucoup plus petit. Ils sont tous deux situés à peu de distance au nord de Sundi et séparés par la route D 35. Posacce était autrefois aussi appelé Pilusacce. On y trouve un oratoire San Bartulumeu. À 50 m au nord de Casanova se dresse la tour carrée de Petrillo qui avait été héroïquement défendue en 1563 lors de la razzia du renégat Mammi Pacha.

### Sundi

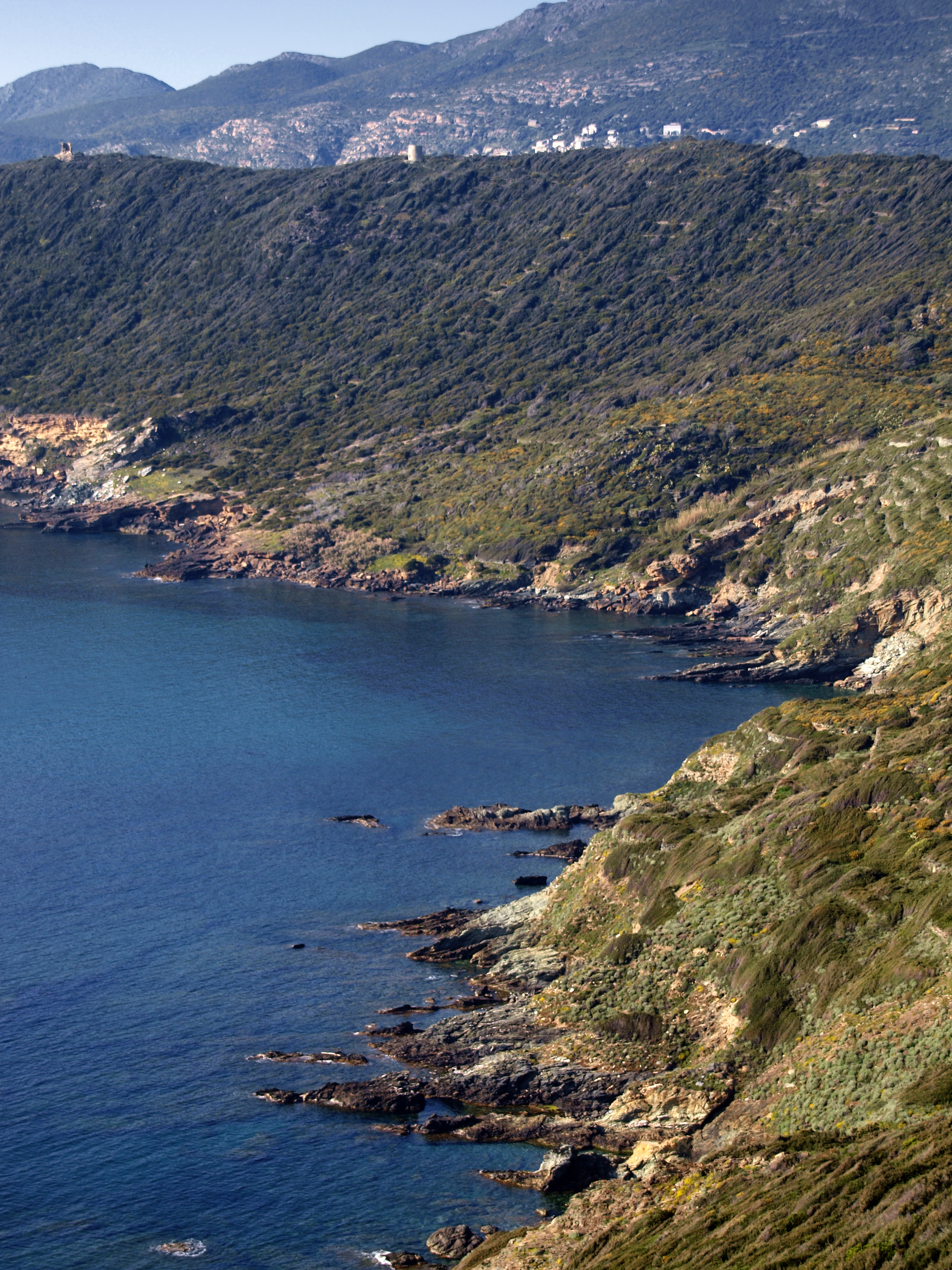
La côte et les ruines des anciens moulins au sommet du Monte Rossu.

Sundi est un village souvent nommé Giovannacce, du nom de la tour carrée qu'il renferme et qui est accolée à une maison. S'y trouve un oratoire Santa Trinità. Proche du village, les ruines du castello di Morsiglia détruit par Gênes au XVIe siècle. À 500 m à l'est, la chapelle Santa Lucia désaffectée près de laquelle était le village de Poggio dit autrefois Puggjola, lequel a été brûlé en 1560 par Mammi Pacha. Ce dernier venait d'épargner le couvent San Francesco de Pino.

### Pruno
Petit village, Pruno (Prunu) est situé à l'est de Pecorile. Pour y accéder, il faut emprunter une route en cul-de-sac. Pruno possède une chapelle San Giacumu. Le village avait 65 habitants en 1875 et n'en a plus que quatre aujourd'hui en hiver. De Pruno part un sentier vers l'est permettant de rejoindre Rogliano via le col Sainte-Catherine 508 m et la chapelle ruinée de San Agostino 567 m.

## Histoire

### Antiquité
Morsiglia était un antique comptoir commercial installé par des Phocéens au VIe siècle av. J.-C., comme Massalia (Marseille) qui fut fondée à la même époque par d'autres Phocéens qui transformèrent le petit port de Lacydon existant avant leur arrivée.

### Moyen Âge
Du IXe siècle en 1197, Morsiglia était donné aux seigneurs Peverelli, puis de 1198 à 1248 aux Avogari qui l'ont cédé à Ansaldo da Mare (seigneurie de San Colombano).
En 1348, à la mort de Galeotto da Mare dit "Giachetto", arrière-petit-fils d'Ansaldo, son fief est partagé entre ses 3 enfants Babiano, Bartolomeo et Nicolas fils de Crescione. Nicolas hérite de Morsiglia. Le petit fief de Morsiglia ne dura que très peu de temps, jusqu'en 1358 date à laquelle une révolte populaire dirigée par Sambucucciu d'Alandu chasse de leurs fiefs les seigneurs et les remplace par des Caporali.
Morsiglia possédait un château nommé Morsiglia qui fut pris en 1558 par les Génois avec son défenseur Jean d'Ortinola qui était partisan de la France. Ce château a été entièrement détruit.
Vers 1563 et 1583, Morsiglia est ravagé par les Barbaresques, notamment le renégat Corse convertis à l'islam, Mami Corso. À cette époque deux familles originaires de Morsiglia font fortune. Ce sont les Lenci et les Gaspari.
- Les Lenci associés à des Marseillais, exploitent le corail sur les côtes algériennes entre 1547 et 1604, et animent le commerce et la vie politique à Marseille, sous la protection du roi Louis XIV (le roi de France fut l'hôte des Lenci à Marseille en 1669). De cette famille, Tomaso Lenciu était un riche armateur qui possédait un splendide palais à Marseille et qui fut créé en 1553 gentilhomme par Henri II sous le nom de Thomas de Lenche. Son neveu, Antoine Lenche était élu 2e consul. Il sera assassiné à Marseille le 28 août 1588 par les ligueurs. Ce riche marchand marseillais soutenait les intérêts du roi de France Henri III contre ceux de la Ligue catholique. La raison en était que la Ligue était proche de l'Espagne, alliée à la république de Gênes, contre laquelle les Lenche étaient opposés. La fortune des Lenche s'est accumulée dans le commerce du corail depuis le Bastion de France (près de Bône en Afrique du Nord)[12].

En 1589 le corps d'Antonio Lenche est rapatrié en l'église San Cipriano, par ses cousins Giovani, Paolo et Orlando de Porrata.
- Les Gaspari étaient des diplomates au service de l'Espagne. Ils aidèrent généreusement les pauvres et le couvent de Morsiglia.

### Temps modernes
- 1592 - la commune fut contrôlée par Gênes.
- 1600 - Communauté de la seigneurie Da Mare, Morsiglia comptait environ 500 habitants. Les lieux habités étaient alors Mocchiete, Baragona, lo Pruno, le Jovanaccie, le Pecorile, le Pilosagie, li Stanti, Aquamorsiglia[13].

Au XVIIe siècle, Morsiglia relevait à la fois de la piève religieuse et de la piève judiciaire de Luri, composées des territoires de Centuri, Morsiglia, Meria, Pino, Luri et Cagnano. Elle relevait de la piève civile du Capocorso qui était toujours qualifiée officiellement de « fief » pour ménager les seigneurs locaux dépossédés.
Au XVIIIe siècle, Morsiglia faisait partie de la piève de Luri qui était composée des communautés de Barrettali, Cagnano, Centuri, Ersa, Luri, Meria, Morsiglia, Pino, Rogliano et Tomino. Cette piève se confondait alors avec la province du Cap Corse, composée au milieu du XVIIIe siècle des communautés de : « Ersa 604. Centuri con 4. Ville 501. Rogliani con 5. 1705. Morsiglia 539. Tomino 624. Meria 405. Cagnano 535. Luri 996. Barettoli 533. Pino 489 » - Francesco Maria Accinelli.
- 1757 - Pascal Paoli contrôle Morsiglia et presque tout le Cap Corse.
- 1789 - La Corse appartient au royaume de France. Survient la Révolution française qui supprime la province du Cap Corse et le divise en quatre cantons : Capo Bianco (Rogliano), Seneca (Luri), Sagro (Brando) et Santa Giulia (Nonza).
- 1790 - Le département de Corse est créé avec Bastia pour préfecture. Morsiglia se trouve dans le nouveau canton de Seneca composé de Morsiglia, Pino, Cagnano, Luri et Meria.
- 1793 - An II. la Convention divise l'île en deux départements : El Golo (l'actuelle Haute-Corse) et Liamone (l'actuelle Corse-du-Sud) sont créés. La commune qui porte le nom de Morsiglia, passe du canton de Seneca à celui de Capobianco, dans le district de Bastia et dans le département d'El Golo.
- 1801 - Sous le Consulat[Note 2], la commune garde le nom de Morsiglia, est toujours dans le canton de Capobianco, l'arrondissement de Bastia et le département d'El Golo.
- 1811 - Les départements d'El Golo et du Liamone sont fusionnés pour former le département de Corse.
- 1828 - Le canton de Capobianco prend le nom de canton de Rogliano[15].
- Entre 1865 et 1880, ouverture de la route Macinaggio - Botticella - Nonza - Saint-Florent, tronçon de la future route D80 passant par Morsiglia.

### Époque contemporaine
- 1973 - Naissance de nouveaux cantons dont le canton de Capobianco créé avec la fusion imposée des anciens cantons de Rogliano et Luri.
- Entre 1914 et 1918, Morsiglia avait sur sa commune un camp d'internés dans lequel étaient déportés les civils hommes allemands de métropole.
- 1975 - La commune de Morsiglia bascule dans le département de la Haute-Corse qui vient d'être créé.

## Politique et administration

### Budget et fiscalité 2013
En 2013, le budget de la commune était constitué ainsi :
- total des produits de fonctionnement : 228 000 €, soit 1 509 € par habitant ;
- total des charges de fonctionnement : 196 000 €, soit 1 296 € par habitant ;
- total des ressources d’investissement : 75 000 €, soit 497 € par habitant ;
- total des emplois d’investissement : 140 000 €, soit 924 € par habitant.
- endettement : 29 000 €, soit 155 € par habitant.

Avec les taux de fiscalité suivants :
- taxe d’habitation : 20,93 % ;
- taxe foncière sur les propriétés bâties : 14,41 % ;
- taxe foncière sur les propriétés non bâties : 0,00 % ;
- taxe additionnelle à la taxe foncière sur les propriétés non bâties : 37,15 % ;
- cotisation foncière des entreprises : 13,09 %.

### Liste des maires
| Période                                  | Période         | Identité                         | Étiquette | Qualité   |
| ---------------------------------------- | --------------- | -------------------------------- | --------- | --------- |
| mars 2001                                | 15 juillet 2012 | Yves Stella                      | REG       |           |
| septembre 2012                           | 23 mai 2020     | Honorine Nigaglioni ép. Sadowski | EELV      |           |
| 23 mai 2020                              | En cours        | Marie-Josée Pieralli             | DVG       | Retraitée |
| Les données manquantes sont à compléter. |                 |                                  |           |           |

## Population et société

### Démographie
L'évolution du nombre d'habitants est connue à travers les recensements de la population effectués dans la commune depuis 1800. Pour les communes de moins de 10 000 habitants, une enquête de recensement portant sur toute la population est réalisée tous les cinq ans, les populations de référence des années intermédiaires étant quant à elles estimées par interpolation ou extrapolation. Pour la commune, le premier recensement exhaustif entrant dans le cadre du nouveau dispositif a été réalisé en 2008.

En 2022, la commune comptait 107 habitants, en évolution de −16,41 % par rapport à 2016 (Haute-Corse : +5,15 %, France hors Mayotte : +2,11 %).
| 1800 | 1806 | 1821 | 1831 | 1836 | 1841 | 1846 | 1851 | 1856 |
| ---- | ---- | ---- | ---- | ---- | ---- | ---- | ---- | ---- |
| 673  | 698  | 718  | 691  | 632  | 654  | 684  | 595  | 682  |

| 1861 | 1866 | 1872 | 1876 | 1881 | 1886 | 1891 | 1896 | 1901 |
| ---- | ---- | ---- | ---- | ---- | ---- | ---- | ---- | ---- |
| 720  | 735  | 727  | 690  | 700  | 686  | 696  | 645  | 676  |

| 1906 | 1911 | 1921 | 1926 | 1931 | 1936 | 1946 | 1954 | 1962 |
| ---- | ---- | ---- | ---- | ---- | ---- | ---- | ---- | ---- |
| 518  | 562  | 547  | 552  | 576  | 563  | 525  | 332  | 167  |

| 1968 | 1975 | 1982 | 1990 | 1999 | 2006 | 2008 | 2013 | 2018 |
| ---- | ---- | ---- | ---- | ---- | ---- | ---- | ---- | ---- |
| 137  | 125  | 119  | 110  | 123  | 141  | 146  | 133  | 111  |

| 2022 | - | - | - | - | - | - | - | - |
| ---- | - | - | - | - | - | - | - | - |
| 107  | - | - | - | - | - | - | - | - |

### Enseignement
École maternelle et élémentaire.

### Cultes
L'église paroissiale San Ciprianu relève du diocèse d'Ajaccio.

## Économie

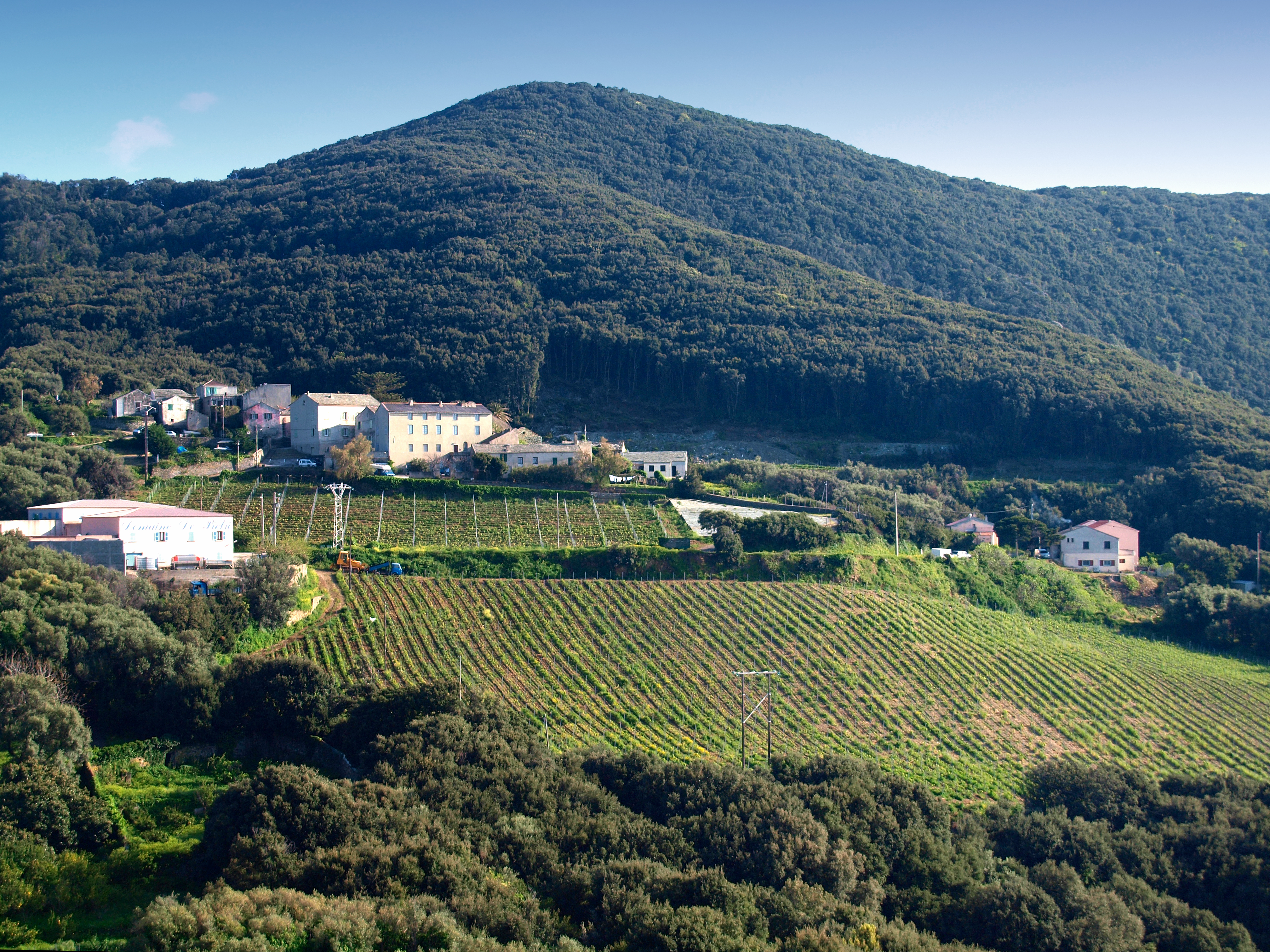
Une parcelle plantée de vignes.

- Un Commerce de proximité : Bar/station-service/journaux 7 jours sur 7 : "Chez Mimi et Angèle" au hameau de Baragogna
- Une Épicerie : "u Mercatellu" au hameau de Baragogna. C'est un des rares commerces ouverts à l'année sur le littoral occidental du Cap Corse[22]
- Un Domaine Viticole : production de vins muscat "Domaine de Pietri" à Morsiglia[23]
- Un Négoce de vins : AOC Patrimonio "Pascal Paoli" - rouge/rosé/blanc et pétillant de muscat, dont le siège est à Morsiglia[24]
- Un Club de plongée et un camping au hameau de Mute[25].

## Culture locale et patrimoine

### Lieux et monuments
La commune de Morsiglia recèle des œuvres diverses remarquables, certaines sont classées.

#### Couvent de l’Annonciation

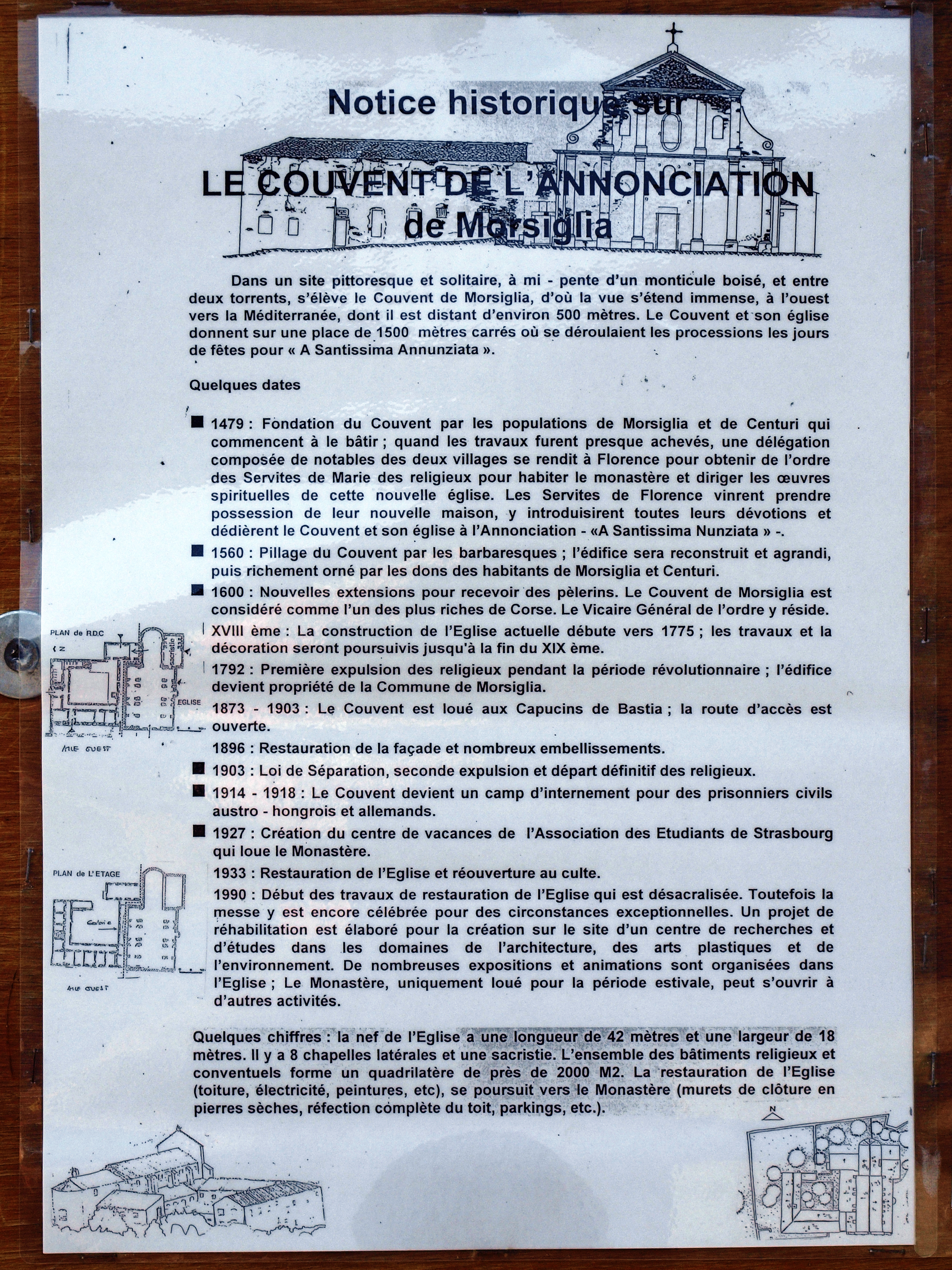
Notice sur le couvent.

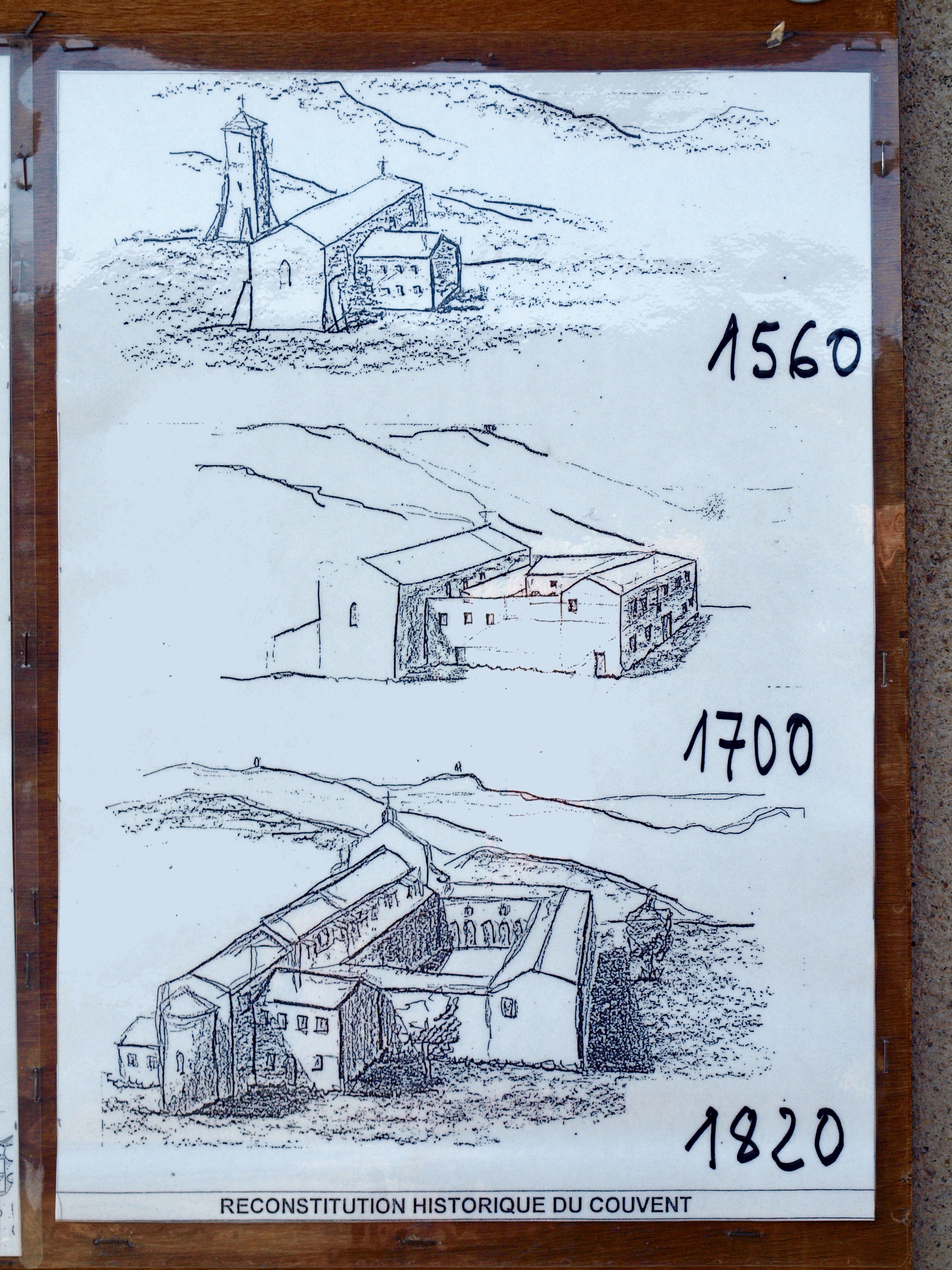
Reconstitution du couvent.

La commune de Morsiglia est connue pour abriter le Couvent de l'Annonciation - fondé en 1479, l'un des plus anciens monastères de Corse, où se tiennent très régulièrement des expositions d'art contemporain.
Le couvent de l’Annonciation  (Annunziata) avec son église protégée, est située au milieu d'une yeuseraie, loin de toute habitation. Une route goudronnée de moins d'un kilomètre permet d'y accéder.
L'édifice date de 1479 ; un orgue régale existait en 1557 au couvent, ; l'église a été ajoutée en 1600. Reconstruits après l'incendie de 1560, les bâtiments conventuels ont été agrandis en 1749. Les moines en sont chassés en 1792 et les biens du couvent vendus. L'édifice fut mis en vente en 1828.
Le couvent de l’Annonciation  (Annunziata) avec son église protégée, est inscrit sur l’inventaire supplémentaire des monuments historiques par arrêté du 24 janvier 1995. Des travaux de restauration sont en cours (2017).

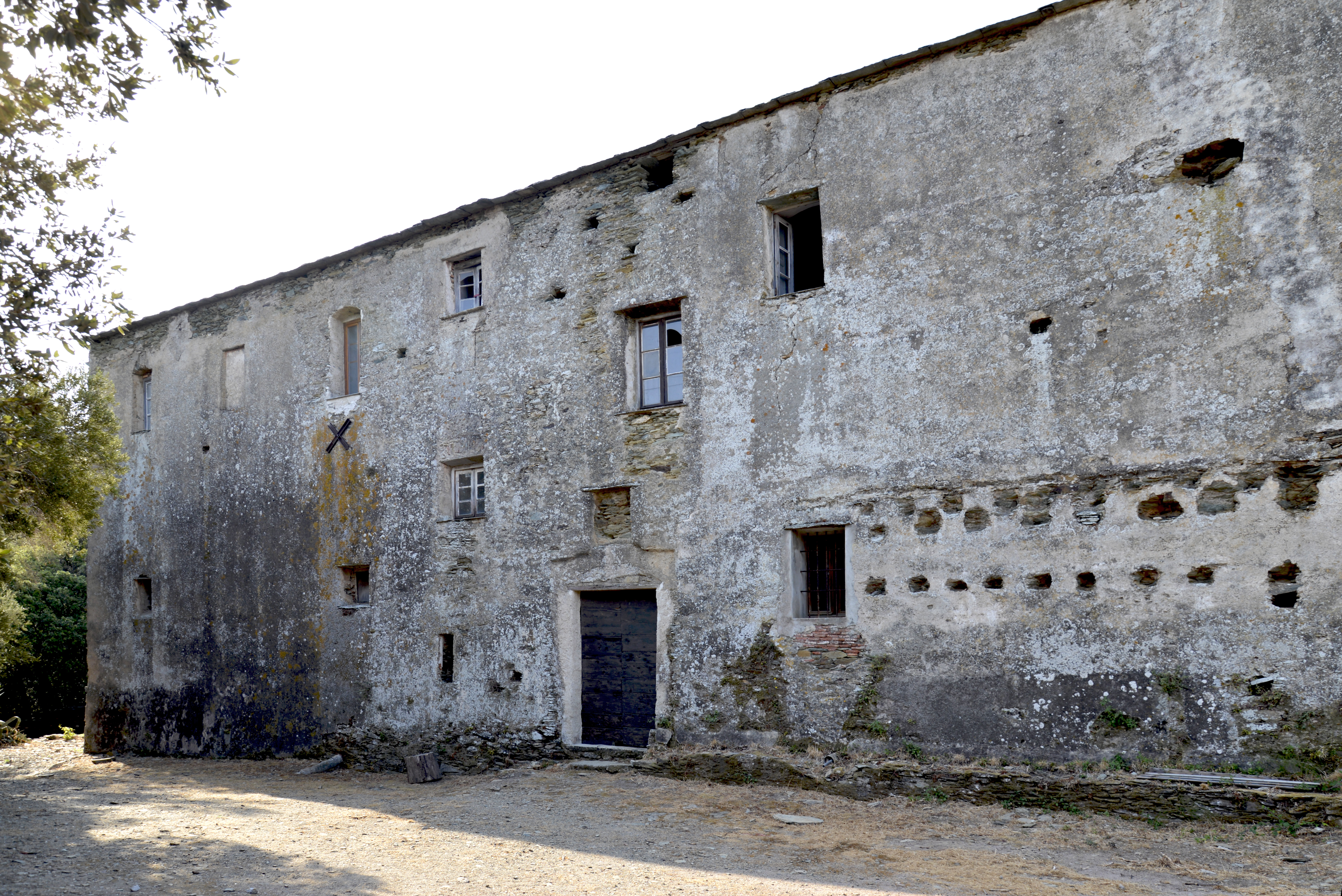
Façade Nord du couvent.
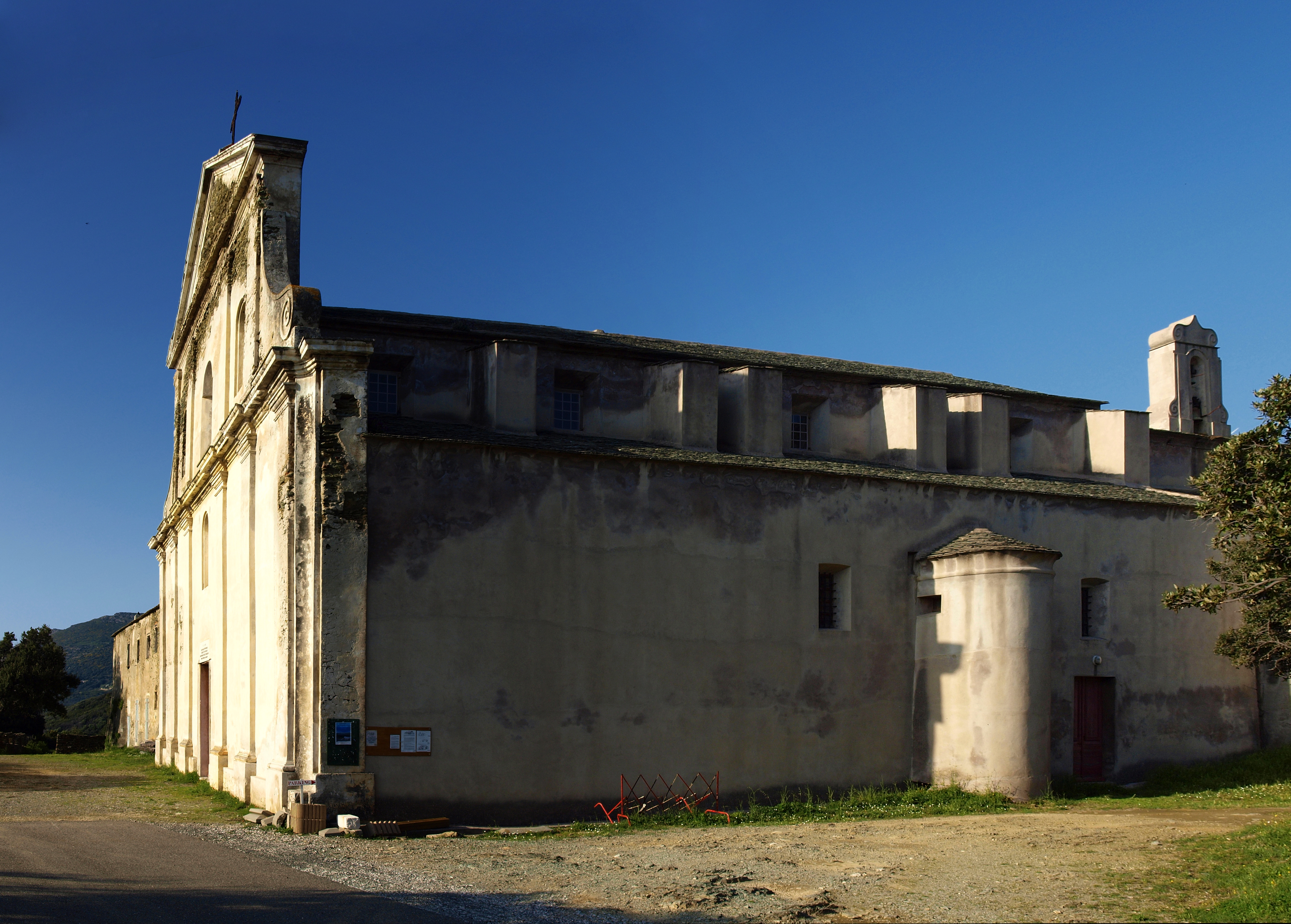
Façades Sud/Ouest.
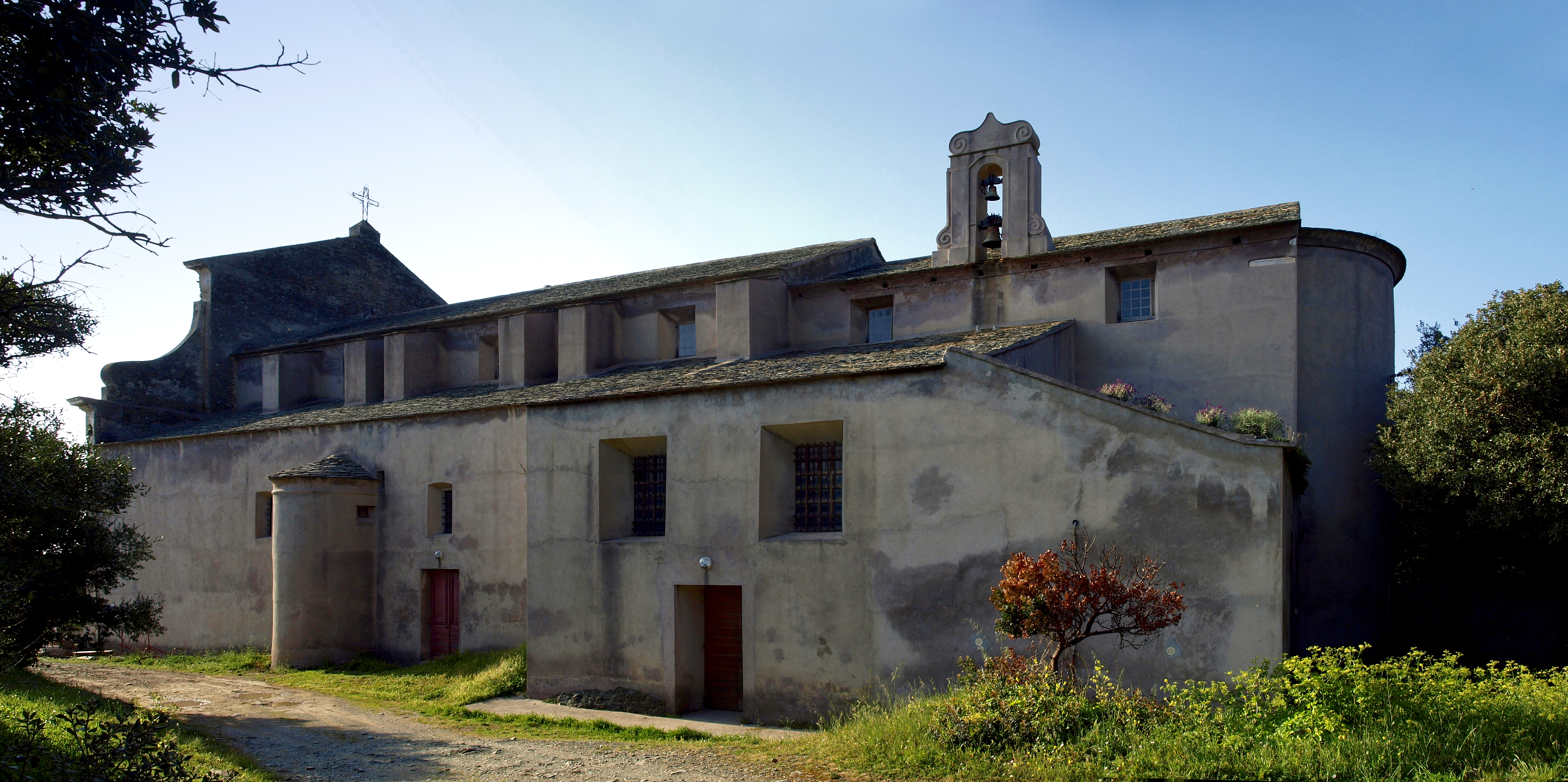
Façade Sud.
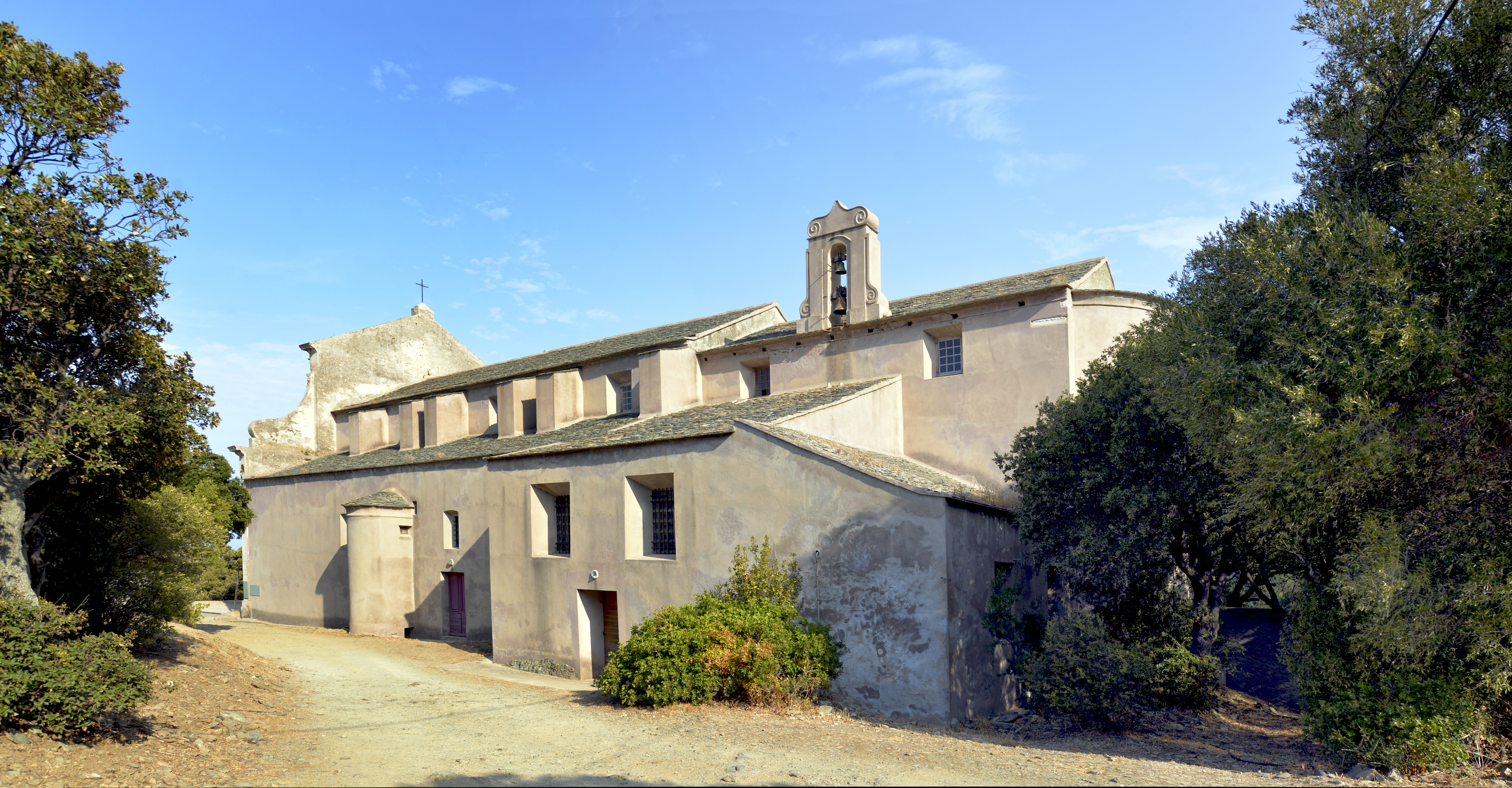
Façade Sud restaurée.

#### Ensemble paroissial Saint-Cyprien

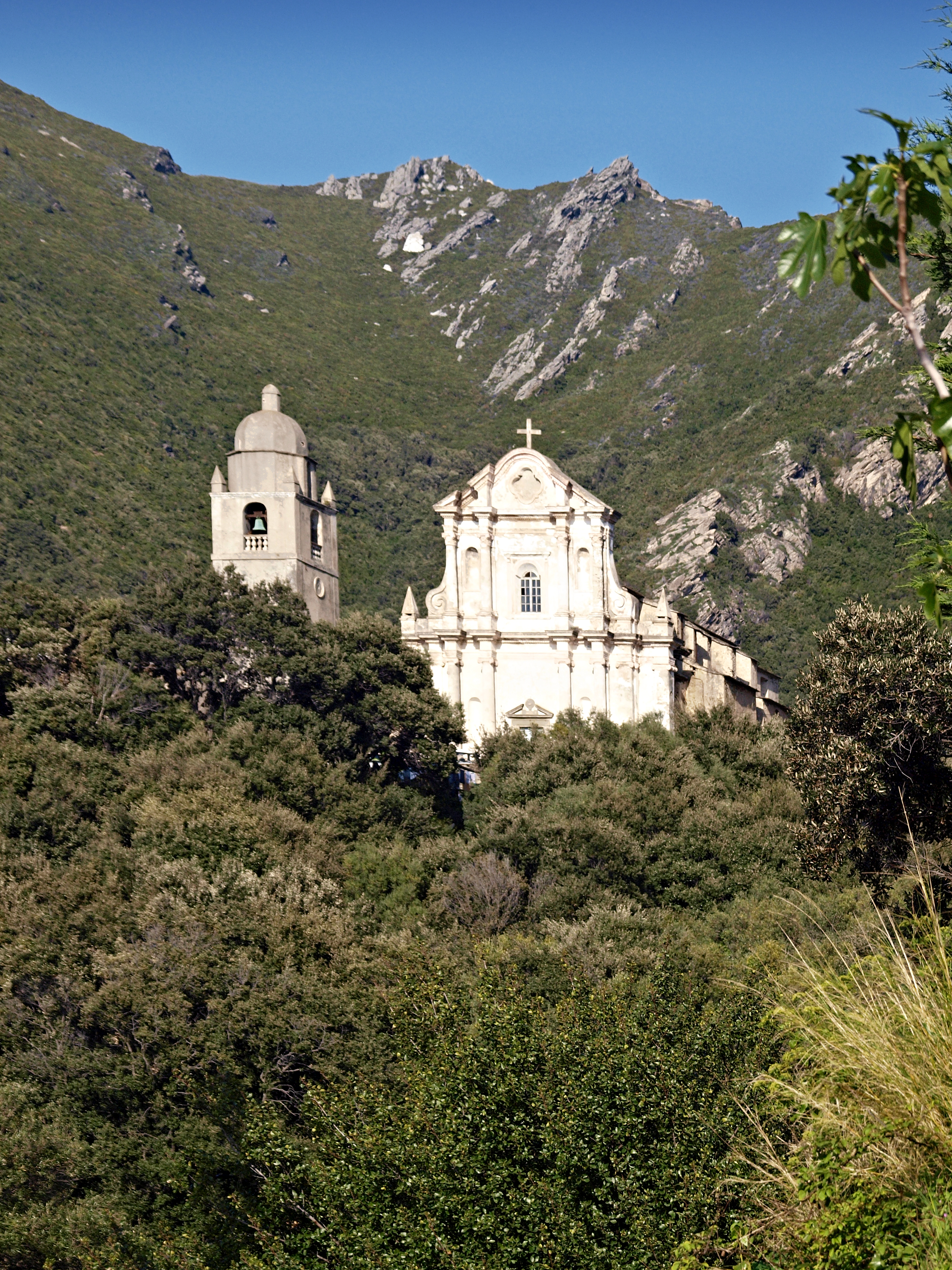
Église Saint-Cyprien (San Ciprianu).

Situé au hameau de Muchieta l'ensemble comprend l'église paroissiale Saint-Cyprien (San Ciprianu), la chapelle de la confrérie des pénitents de la Sainte-Croix (Santa Croce) des XVIe siècle ; XVIIe siècle ; XVIIIe siècle ; XIXe siècle et le clocher (élément protégé), inscrit Monument historique par arrêté du 9 juillet 1996. L'église Saint-Cyprien renferme :
un fauteuil de célébrant en bois taillé, cuir et cuivre du XVIIe siècle, type de fauteuil rare en Corse. œuvre classée monument historique par arrêté du 7 octobre 2005.
un tableau d'autel Saint Christophe portant l'Enfant Jésus et Notre-Dame du Mont Carmel, remettant le scapulaire à saint Simon Stock son cadre, daté et signé Giuseppe Badaracco F. 1642 classé monument historique le 24 juillet 2002.

#### Autres patrimoines religieux
- Chapelle Saint-Jean-Baptiste à Pecorile. Elle renferme un fauteuil de célébrant en bois taillé ajouré du XVIIe siècle ; œuvre classée monument historique par arrêté du 7 octobre 2005[33].
- Chapelle Notre-Dame-des-Grâces située à 400 m d'altitude à l'est du village. Une route en cul-de-sac permet d'y accéder depuis la D 35, route traversant latéralement le Cap et reliant Morsiglia à Meria.
- Chapelle Sant Agostino ruinée, datée du XIIe siècle, située à 557 m d'altitude au nord de la chapelle Notre-Dame des Grâces, à environ 500 m à l'ouest du col Sainte-Catherine. Les ruines sont accessibles depuis un sentier à partir du hameau de Pruno.
- Chapelle Sainte-Lucie située au sud de Sundi, en contrebas de la route D35.
- Chapelle Saint-Roch (San Roccu) au hameau de Stanti.

### Château Fantauzzi
Le château a été construit au premier quart du XXe siècle. Situé au sud-est de Stanti, il est inscrit monument historique.

#### Jardins de la villa Stella
Le jardin situé à Percorile Baragogna, est une propriété d'une personne privée, inscrite à l'Inventaire général du patrimoine culturel (documentation préalable).

#### Jardin du palais Guelfuggi
Le jardin à Pecorile, détruit, est inscrit à l'Inventaire général du patrimoine culturel (documentation préalable).

#### Tour de Saint-Jean
Au XVe siècle, les habitants du Cap Corse élèvent trente-deux tours pour se protéger des envahisseurs. Ces tours de guet sont souvent rondes. Celles de Morsiglia sont carrées, édifiées par des notables pendant la période de transfert de souveraineté de Pise à Gênes. La tour de Saint-Jean fait partie des quatre qui protégeaient le hameau de Pecorile. Haute de seize mètres, elle est couronnée de mâchicoulis soutenant une terrasse. Le tout est construit en moellons de schiste taillés liés par de l'argile. La porte donne sur une terrasse aménagée plus tardivement.
La tour, ses façades et sa toiture, propriété d'une personne privée, est inscrite à l’inventaire des monuments historiques par arrêté du 30 janvier 1990.

#### Autres patrimoines civils

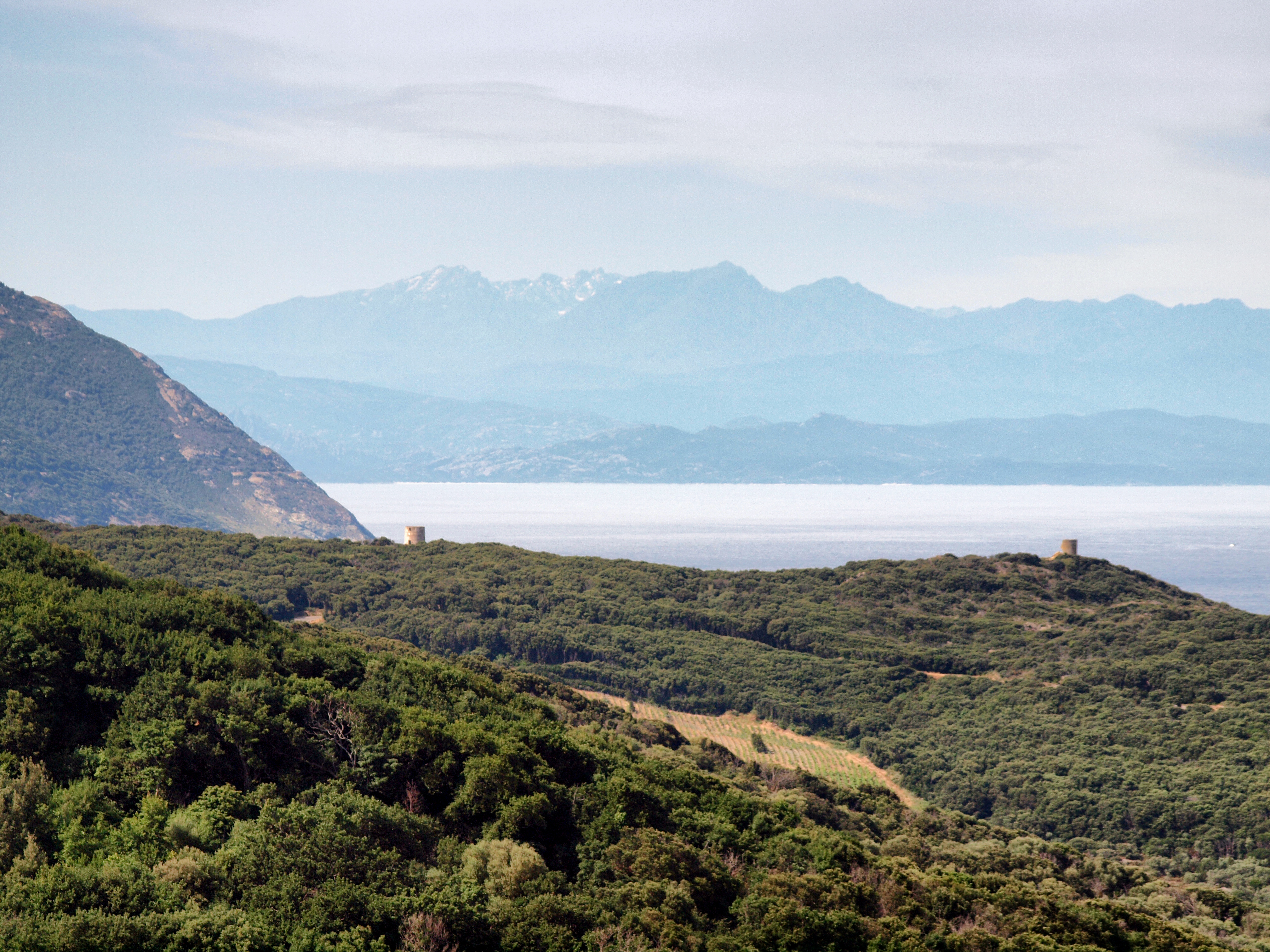
Anciens moulins au lieu-dit Stepiale.

- Les maisons d'américains[38]

##### Moulins à vent et à eau

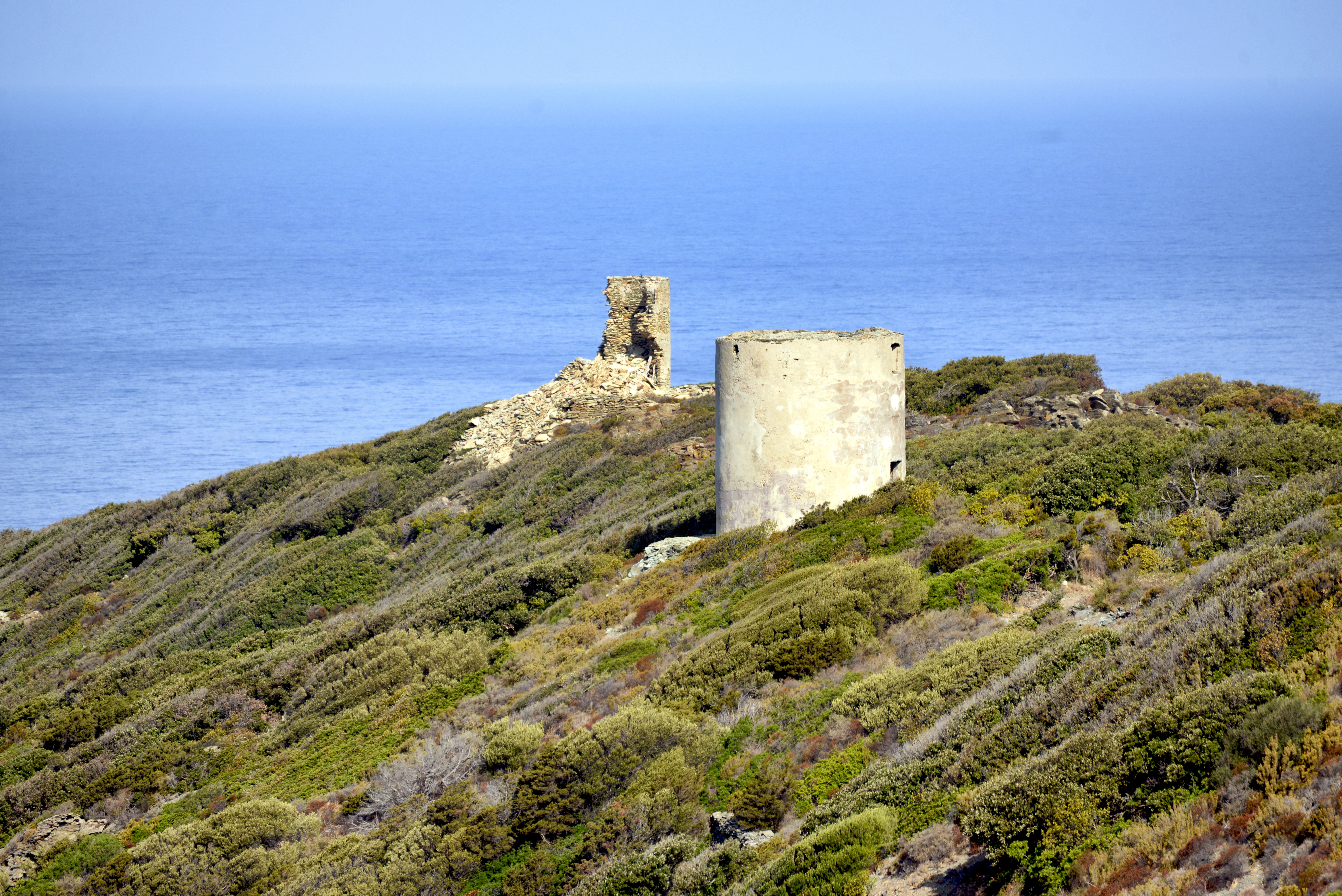
Vestiges d'Anciens moulins à vent.

De Ersa à Morsiglia, sept moulins à vent étaient en activité jusqu'au milieu du XIXe siècle : trois à Ersa dont le Moulin Mattei, deux à Centuri au nord du port, et deux à Morsiglia.
Les moulins à eau sont au nombre de cinq : moulin dit de A Filetagna (la fougère), ancien moulin près du couvent, et moulin de A Londa ruiné sur le Fiumi Majo, le Mulinaccio (le vieux moulin) et le moulin du Fondu Biancu tous deux sur le torrent Santuario.

### Patrimoine naturel

#### ZNIEFF
Chênaies vertes du Cap Corse
Morsiglia est l'une des 15 communes concernées par la Zone naturelle d'intérêt écologique, faunistique et floristique (2e génération) (ZNIEFF940004078) appelée « Chênaies vertes du Cap Corse » couvrant une superficie de 4 112 ha. Ces chênaies vertes s'étendent depuis la commune de Farinole, à la base occidentale du cap, jusqu'à la commune de Rogliano au nord-est et à la commune de Morsiglia au nord-ouest.
« Sur les communes de Centuri et de Morsiglia, entre la côte et la pointe de Torricella culminant à 463 mètres, ce boisement s'infiltre entre les villages de 20 à 450 mètres d'altitude. Elle repose sur des ophiolites et des schistes lustrés. Elle est traversée par les routes D 35 et D 80. Elle n'est composée que de chênes verts. ».
Crêtes asylvatiques du Cap Corse
Vingt communes sont concernées par cette ZNIEFF940004076 - (2e génération) d'une superficie de 6 387 ha. La zone englobe la quasi-totalité de la crête centrale du Cap Corse. La limite sud de la ZNIEFF est identifiée par la route du col de Teghime (Barbaggio) ; la limite septentrionale correspond à la Punta di Gulfidoni au nord du col de Santa Lucia (Morsiglia et Meria).
« Les incendies sont la principale, si ce n’est la raison unique du caractère asylvatique des crêtes du Cap Corse... La ZNIEFF est recouverte de maquis, fruticées, pelouses et milieux rupestres. Ces milieux naturels offrent des conditions biotiques et abiotiques favorables à une faune et une flore patrimoniales... La ZNIEFF « Crêtes asylvatiques du Cap Corse » comporte une faune et une flore classée comme déterminantes avec 25 espèces végétales, une colonie de reproduction de petit rhinolophe (Rhinolophus hipposideros), deux couples d’aigle royal (Aquila chrysaetos), et le lézard de Fitzinger (Algyroides fitzingeri) ».

### Personnalités liées à la commune
- François Antommarchi dernier médecin de l'empereur Napoléon Ier à Saint-Hélène, originaire de Stanti (Morsiglia).
- Andrea Gaspari, conseiller et ambassadeur du roi Philippe II d'Espagne.
- Giacomino Giacomini, soldat et administrateur qui releva le couvent au XVIIe siècle.
- Antoine-Marie Graziani, historien.
- Ange Leccia, plasticien, cinéaste.
- Thomas Lenche, fondateur du Bastion de France en Algérie au XVIe siècle, puis grand armateur marseillais.
- José Lorenzi, peintre.
- Ange François Vincentelli, industriel en Corse et en Belgique.
- François Vincentelli, comédien.
- Bernard Giudicelli Ferrandini, président de la Fédération française de tennis.